# Antoine Teyssier
Pour les articles homonymes, voir Teyssier.
Antoine Teyssier est un homme politique français né le 19 février 1862 à Pauillac (Gironde) et mort le 1er mars 1930 à Pauillac.
Industriel, il est conseiller municipal de Pauillac en 1919 et maire en 1925. Conseiller général, il est député de la Gironde de 1924 à 1928, siégeant sur les bancs radicaux.